# Arcidiocesi di San Salvador

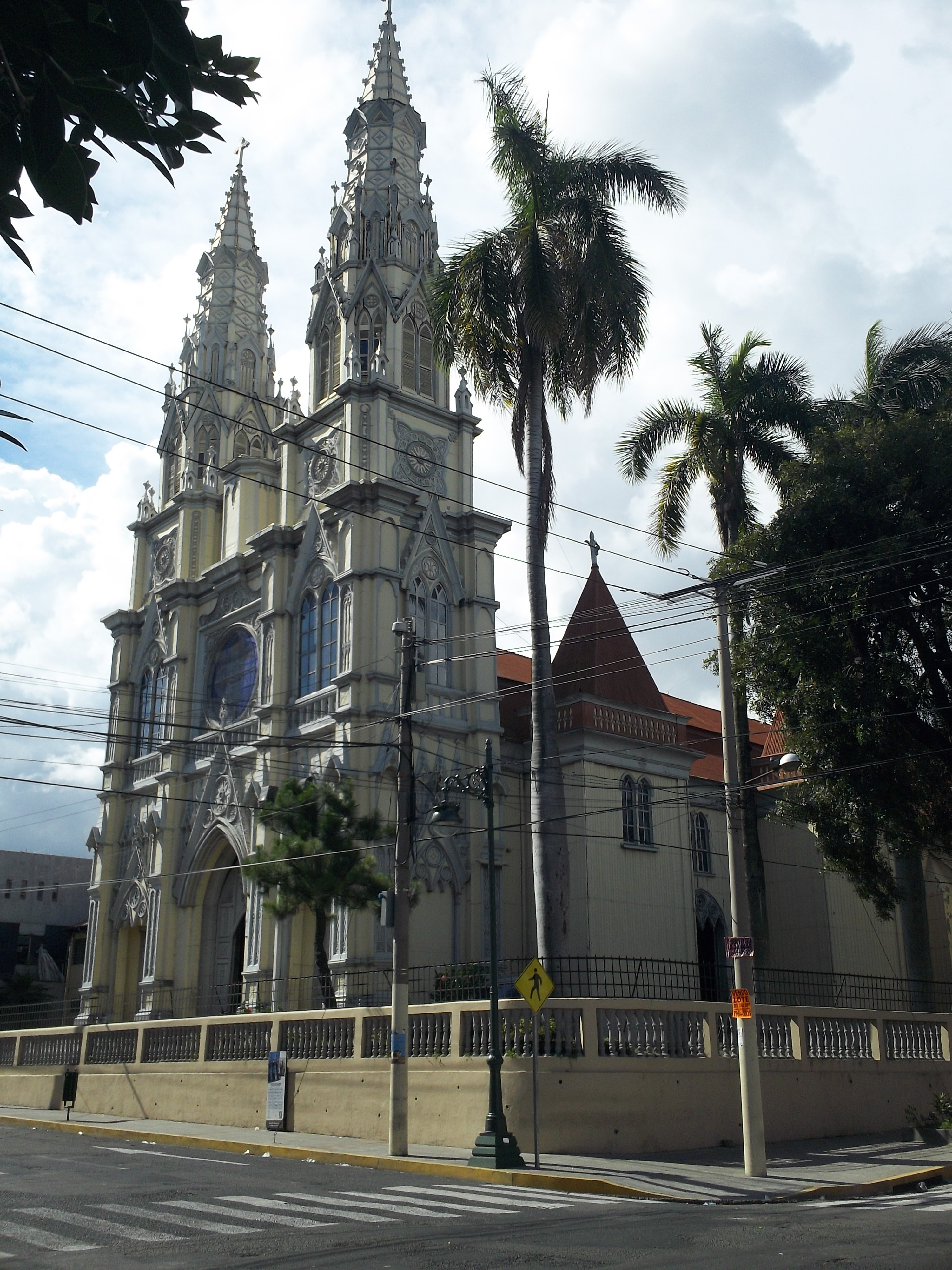
La basilica del Sacro Cuore di Gesù, ex cattedrale dell'arcidiocesi

L'arcidiocesi di San Salvador (in latino: Archidioecesis Sancti Salvatoris in America) è una sede metropolitana della Chiesa cattolica in El Salvador. Nel 2022 contava 1.704.500 battezzati su 3.101.000 abitanti. È retta dall'arcivescovo José Luis Escobar Alas.

## Territorio
L'arcidiocesi comprende i dipartimenti salvadoregni di Cuscatlán, La Libertad e San Salvador.
Sede arcivescovile è la città di San Salvador, dove si trovano la cattedrale del Divino Salvatore del Mondo e l'ex cattedrale del Sacro Cuore, ora basilica minore.
Il territorio si estende su 3.296 km² ed è suddiviso in 174 parrocchie.

### Provincia ecclesiastica
La provincia ecclesiastica di San Salvador, istituita nel 1913, comprende tutte le diocesi dello Stato, e precisamente: 
- diocesi di Chalatenango,
- diocesi di San Miguel,
- diocesi di Santa Ana,
- diocesi di Santiago de María,
- diocesi di San Vicente,
- diocesi di Sonsonate,
- diocesi di Zacatecoluca.

## Storia

### I tentativi di erezione e l'erezione illegittima
Fin dal 1810 i salvadoregni avevano espresso il desiderio di fare della loro vicaria una diocesi autonoma, tramite la petizione di José Ignacio Ávila alle Cortes di Cadice, che non ebbe successo.
Nel 1812 il governo spagnolo aveva dato inizio alle pratiche per l'erezione della diocesi, ma il capitano generale José de Bustamante y Guerra non si impegnò nella necesaria collaborazione. Nel 1818 José Matías Delgado ricevette il sostegno dei presbiteri di San Salvador per la nomina a vescovo della futura diocesi, in contrapposizione a Manuel Molina, malvisto per il suo attaccamento alla Corona spagnola e la sua opposizione al movimento indipendentista.
Terminato il dominio spagnolo i nuovi stati americani pretendevano il diritto di presentazione, ossia la designazione dei vescovi, uno dei privilegi annessi al patronato regio concesso ai sovrani spagnoli.D'altra parte Ferdinando VII si era mostrato indisponibile dinanzi ai papi Pio VII e Leone XII a cedere il privilegio del patronato.Queste pretese contrapposte di esercitare lo stesso diritto rendevano difficile alla Santa Sede la nomina di vescovi nelle nuove repubbliche.
In seguito all'indipendenza del Centro America, il dominio politico del Guatemala su San Salvador era diminuita, ma rimaneva la soggezione ecclesiastica. 
Il 30 marzo 1822, in piena discordia sull'annessione all'Impero messicano, il governo di San Salvador aveva dichiarato: «…che dopo l'erezione della diocesi, il primo a occupare questa cattedra, secondo la volontà generale di tutta la Provincia manifestata nella stessa occasione, il signor dottore José Matías Delgado…».Questa dichiarazione non ebbe effetti pratici, sebbene il 10 novembre dello stesso anno il congresso salvadoregno avesse confermato l'erezione della diocesi e la nomina di Delgado a vescovo.
L'Assemblea Costituente del Centro America si espresse sulla questione, stabilendo che era alla nazione centroamericana che spettava il diritto di presentazione per le diocesi, e non ai singoli stati federati, sebbene lasciasse la possibilità di negoziare le nomine con la Santa Sede. Il 27 aprile 1824 il governo salvadoregno ignorò la decisione dell'Assemblea e decretò l'erezione della diocesi di San Salvador e l'elezione di José Matías Delgado a vescovo. Dopo l'approvazione del governo, il 5 maggio il Congresso costituente di El Salvador ratificò la decisione; Delgado accettò l'incarico il giorno 6.
Durante la presa di possesso, che Delgado ritardò di un anno adducendo impegni nel Congresso, la chiesa parrocchiale della città fu consacrata come cattedrale, e «fu cantata una messa solenne dal deputato presbitero Pablo María Sagastume»; assistette anche José Simeón Cañas, che «pronunciò una solenne orazione».Cañas e Isidro Menéndez erano stati richiesti da Delgado per prendere l'importante decisione di accettare l'incarico. Nello stesso giorno, il 25 aprile 1825 il nuovo vescovo salvadoregno indirizzò: « [...] all'Onnipotente le sue orazioni affinché per i meriti di Cristo nostro Salvatore, mi renda degno e capace di accontentare fedelmente e completamente un gregge che per tanti motivi mi è del più grande gradimento e dalla cui felicità dipende la mia».
L'arcivescovo di Guatemala Ramón Casaús y Torres fu il più strenuo oppositore dell'erezione della diocesi salvadoregna. Accusò Delgado di aver subornato i suoi elettori, e con un editto dichiarò nulli e senza valore l'erezione della diocesi e la nomina di Delgado.Inoltre, informò la Santa Sede sulla questione, aggiungendo che Delgado «con l'aiuto di un contingente militare e di duecento residenti» aveva intimidito il Congresso. Attraverso lettere pastorali condannava Delgado e lo dichiarava un nemico politico e accusava di eresia il clero che lo seguiva.Questa reazione dell'arcivescovo guatemalteco implicò una rottura tacita tra El Salvador e Guatemala.
I provvedimenti presi da Casaús erano perfettamente allineati alle disposizioni di diritto canonico, tuttavia la sua precedente contrarietà all'indipendenza centroamericana fece sì che i suoi detrattori ritenessero che stesse semplicemente cercando di ostacolare l'indipendenza salvadoregna.
Isidro Menéndez argomentava a favore dell'erezione nei seguenti termini: «Nessuno dubita che il re di Spagna ottenesse il Patronato delle Americhe e della Penisola. Gli scritti pubblicati sull'operato in San Salvador suppongono che il diritto di patronato pervenne ai re cattolici solo in virtù di concordati e privilegi della Sede apostolica. Effettivamente queste sono due delle ragioni per cui lo hanno posseduto; però ve ne sono altre non meno concludenti e tutte quelle militano a favore di San Salvador. Per diritto e antico costume, e giusti titoli e convenzioni apostoliche, dice la legge 1, titolo 6 del libro Recopilación de Castilla, siamo patroni di tutte le chiese cattedrali di questi regni e a noi spetta la presentazione delle arcidiocesi e diocesi e prelature e abbazie concistoriali di questi regni, purché vacanti, alla Corte di Roma».
Menéndez giustificava anche l'esercizio del patronato da parte delle nuove repubbliche, poiché: «il re non ha fondato e sostenuto le dette chiese e benefici con il suo proprio denaro; l'ha fatto con le rendite della nazione… Ebbene nella federazione centro americana chi edifica, chi sostiene i benefici? non è essa stessa? [...] No sono state e sono le rendite nazionali che hanno affrontato queste spese?».
Di fronte alla posizione intransigente dell'arcivescovo guatemalteco, il 23 aprile 1825 il parlamento salvadoregno decretò che tutte le pastorali, editti e circolari di Casaús fossero soggette alla previa censura del governo, «sotto pena di morte, esilio o prigione, secondo il caso».Questa decisione era la risposta all'assemblea guatemalteca che aveva preso lo stesso provvedimento il 27 ottobre dell'anno precedente.Anche al Congresso federale si discusse animatamente la questione fra i partiti politici, e Meléndez Chaverri testimonia che fu una delle «più rumorose questioni discusse da questo corpo rappresentativo».La situazione arrivò a un punto tale che si formarono schieramenti all'interno del clero e lo stesso Delgado arrivò a espellere i suoi oppositori, benché alcuni avessero deciso da soli di partire per il Guatemala.
Secondo il ricercatore Mauricio Domínguez T. la questione «assunse tutte le apparenze della lotta tra liberali e conservatori», poiché i salvadoregni non avrebbero permesso che Casaús, un conservatore, controllasse la provincia; né l'arcivescovo avrebbe lasciato che Delgado, di tendenza liberale, diventasse vescovo.
Il 18 luglio 1825, il Congresso federale avallò l'erezione della cattedra episcopale di San Salvador, però dichiarò insussistente la nomina di Delgado a vescovo, rivendicando per sé l'attribuzione.Tuttavia, il Senato federale opinò il contrario: disapprovò il decreto del Congresso nella parte relativa a José Matías Delgado, e autorizzò la sua elezione perché gli stati avevano «piena facoltà per le erezioni di diocesi e designazione di vescovi».Meléndez Chaverri sostiene che questa risoluzione non ebbe effetto per il ritardo sia da parte del Senato, sia da parte di José Manuel Arce, che non voleva impegnarsi nel darle attuazione.
Il 7 settembre, papa Leone XII esortò l'arcivescovo Casaús affinché manifestasse la sua disapprovazione all'erezione della nuova diocesi e all'elezione di Delgado, che doveva «implorare la misericordia della Santa Sede, per non collocare Sua Santità nella spiacevole necessità di prendere le misure che esige il rigore dei sacri canoni»; e paragonava Delgado a un «ladro comune». Tuttavia, il governo di El Salvador, ignorando questa lettera, incaricò il dottore fra Víctor Castrillo di ottenere dal Papa l'indulto per l'erezione della diocesi. La Santa Sede comunicò che «qualsiasi candidato, con l'eccezione di Delgado, sarebbe accettabile per la Santa Sede per la diocesi di San Salvador»
Il 23 ottobre nel borgo di Santa Ana una turba capeggiata dal sindaco e animata dagli editti e dalle lettere pastorali di Casaús contro Delgado si diede a saccheggi, distruzioni e assassinii, ma fu alla fine repressa dal governo.
Nel gennaio del 1826, il presidente Arce espresse all'arcivescovo Casaús le proteste dello stato di El Salvador circa i suoi provvedimenti contro l'erezione della diocesi. Gli comunicò che aveva richiesto l'opinione del Senato federale, che aveva richiesto che il presidente richiedesse all'arcivescovo di sospendere le sue operazioni, sperando che il prelato desse prova della sua virtù e volesse evitare lo spargimento di sangue che avrebbe causato una guerra civile.La risposta di Casaús fu tagliente: «Mi spiace molto non poter compiacere il Supremo Potere Esecutivo [...] Sono Arcivescovo e sarebbe necessario che lasciassi l'incarico e abbandonassi il gregge che Dio ha posto sotto la mia cura...quanto fatto a San Salvador in questo caso è un eccesso e un abuso del potere civile che turba l'ordine stabilito dalla divina potestà per il governo della Chiesa...
In questa stessa risposta, Casaús ribatté che non avrebbe accettato un «vescovo o parroco che si appropria di questa giurisdizione usurpandomela con le decime...».
Il papa si pronunciò sulla questione il 13 agosto 1826. Con tre brevi, datati al 1º dicembre dello stesso anno, sancì che l'erezione della sede episcopale era illegittima e priva di valore, ed esortò Delgado a «separarsi dal cammino della perdizione e a emendare il crimine commesso».Delgado accettò il verdetto.

### Dopo l'erezione
La diocesi di San Salvador fu eretta il 28 settembre 1842 con la bolla Universalis Ecclesiae di papa Gregorio XVI, ricavandone il territorio dall'arcidiocesi di Guatemala.
L'11 febbraio 1913 ha ceduto porzioni del suo territorio a vantaggio dell'erezione delle diocesi di San Miguel e di Santa Ana e contestualmente è stata elevata al rango di arcidiocesi metropolitana.
Il 18 dicembre 1943 ha ceduto un'altra porzione di territorio a vantaggio dell'erezione della diocesi di San Vicente.
Il 24 marzo 1980 l'arcivescovo Óscar Romero fu assassinato durante la Messa a causa del suo impegno nel denunciare le violenze della dittatura del suo paese.
Il 30 dicembre 1987 ha ceduto ancora una porzione di territorio a vantaggio dell'erezione della diocesi di Chalatenango.
Il 28 giugno 2017 papa Francesco ha creato cardinale Gregorio Rosa Chávez, vescovo ausiliare dell'arcidiocesi, che così è diventato il primo cardinale salvadoregno.

## Cronotassi dei vescovi e arcivescovi
Si omettono i periodi di sede vacante non superiori ai 2 anni o non storicamente accertati.
- Jorge de Viteri y Ungo † (27 gennaio 1843 - 5 novembre 1849 nominato vescovo di León en Nicaragua)
  - Sede vacante (1849-1853)
- Tomás Miguel Pineda y Saldaña † (10 marzo 1853 - 6 agosto 1875 deceduto)
- José Luis Cárcamo y Rodríguez † (6 agosto 1875 succeduto - 12 settembre 1885 deceduto)
  - Sede vacante (1885-1888)
- Antonio Adolfo Pérez y Aguilar † (13 gennaio 1888 - 17 aprile 1926 deceduto)
- Alfonso Belloso † (22 dicembre 1927 - 9 agosto 1938 deceduto)
- Luis Chávez y González † (1º settembre 1938 - 3 febbraio 1977 ritirato)
- Sant'Óscar Arnulfo Romero y Galdámez † (3 febbraio 1977 - 24 marzo 1980 deceduto)
  - Sede vacante (1980-1983)
- Arturo Rivera Damas, S.D.B. † (28 febbraio 1983 - 26 novembre 1994 deceduto)[26]
- Fernando Sáenz Lacalle † (22 aprile 1995 - 27 dicembre 2008 ritirato)
- José Luis Escobar Alas, dal 27 dicembre 2008

## Statistiche
L'arcidiocesi nel 2022 su una popolazione di 3.101.000 persone contava 1.704.500 battezzati, corrispondenti al 55,0% del totale.
| anno | popolazione | popolazione | popolazione | presbiteri | presbiteri | presbiteri | presbiteri                | diaconi | religiosi | religiosi | parrocchie |
| anno | battezzati  | totale      | %           | numero     | secolari   | regolari   | battezzati per presbitero | diaconi | uomini    | donne     | parrocchie |
| ---- | ----------- | ----------- | ----------- | ---------- | ---------- | ---------- | ------------------------- | ------- | --------- | --------- | ---------- |
| 1950 | 638.660     | 643.820     | 99,2        | 125        | 53         | 72         | 5.109                     |         | 120       | 264       | 44         |
| 1965 | 981.277     | 991.188     | 99,0        | 206        | 71         | 135        | 4.763                     |         | 175       | 403       | 68         |
| 1970 | 1.022.060   | 1.134.511   | 90,1        | 251        | 106        | 145        | 4.071                     |         | 188       | 555       | 121        |
| 1976 | 1.312.030   | 1.543.565   | 85,0        | 229        | 89         | 140        | 5.729                     |         | 198       | 415       | 104        |
| 1980 | 1.524.303   | 1.732.163   | 88,0        | 193        | 83         | 110        | 7.897                     |         | 162       | 480       | 110        |
| 1990 | 1.752.000   | 1.947.000   | 90,0        | 200        | 75         | 125        | 8.760                     |         | 258       | 720       | 97         |
| 1999 | 2.098.000   | 2.998.000   | 70,0        | 273        | 116        | 157        | 7.684                     | 1       | 277       | 736       | 135        |
| 2000 | 1.907.851   | 2.779.000   | 68,7        | 312        | 122        | 190        | 6.114                     | 1       | 318       | 974       | 138        |
| 2001 | 1.943.091   | 3.273.000   | 59,4        | 324        | 134        | 190        | 5.997                     | 1       | 318       | 974       | 137        |
| 2002 | 1.907.851   | 2.725.502   | 70,0        | 330        | 137        | 193        | 5.781                     | 1       | 343       | 987       | 138        |
| 2003 | 1.907.851   | 2.725.505   | 70,0        | 330        | 137        | 193        | 5.781                     | 1       | 343       | 987       | 137        |
| 2004 | 1.907.851   | 2.725.502   | 70,0        | 330        | 137        | 193        | 5.781                     | 1       | 275       | 987       | 137        |
| 2010 | 2.273.030   | 3.071.654   | 74,0        | 342        | 146        | 196        | 6.646                     | 1       | 309       | 1.128     | 150        |
| 2014 | 2.322.000   | 3.137.000   | 74,0        | 354        | 158        | 196        | 6.559                     | 1       | 343       | 1.128     | 163        |
| 2016 | 1.592.863   | 2.896.115   | 55,0        | 398        | 202        | 196        | 4.002                     |         | 318       | 423       | 166        |
| 2017 | 1.560.000   | 2.836.404   | 55,0        | 345        | 223        | 122        | 4.521                     | 1       | 269       | 423       | 170        |
| 2020 | 1.675.620   | 3.045.550   | 55,0        | 376        | 245        | 131        | 4.456                     | 1       | 262       | 913       | 204        |
| 2022 | 1.704.500   | 3.101.000   | 55,0        | 339        | 208        | 131        | 5.028                     | 1       | 247       | 942       | 174        |